# Christine Girard
Pour les articles homonymes, voir Girard.
Christine Girard, née le 3 janvier 1985 à Elliot Lake, en Ontario, et qui a passé toute son enfance et son adolescence à Rouyn-Noranda, au Québec, est une haltérophile canadienne.
Elle a représenté à plusieurs reprises, en haltérophilie dans la catégorie des moins de 63 kg, le Canada dans des compétitions internationales, et a été médaillée d'or aux Jeux du Commonwealth de 2010 ainsi qu'aux Jeux panaméricains de 2011.

## Biographie
Elle décroche le bronze lors des Jeux de Londres en 2012, devenant à ce moment la première Canadienne médaillée en haltérophilie de l'histoire. Cependant, en 2015, la réanalyse des tests antidopage par le CIO discrédite d'abord la médaillée d'or, la Kazakhe, puis la médaillée d'argent, la Russe Svetlana Tzarukaeva. Girard devient officiellement médaillée d'or en 2017. C'est la deuxième médaille d'or canadienne des Jeux de Londres en 2012.
En 2016, le CIO disqualifie l'haltérophile kazakhe Irina Nekrassova, médaillée d'argent aux Jeux de Pékin en 2008. Girard, qui avait pris la 4e place, se retrouve avec la médaille de bronze: l'histoire retiendra que l'exploit de remporter la première médaille olympique canadienne en haltérophilie féminine revient bien à Girard mais pas pour les Jeux de Londres mais bien pour les Jeux de Pékin quatre ans plus tôt.